# Selenops radiatus
Espèce
Synonymes
- Selenops omalosoma Dufour, 1820
- Selenops aegyptiaca Audouin, 1826
- Selenops annulipes Walckenaer, 1837
- Selenops peregrinator Walckenaer, 1837
- Selenops alacer Blackwall, 1865
- Selenops sansibaricus Gerstäcker, 1873
- Selenops latreillei Simon, 1875
- Selenops aegyptica O. Pickard-Cambridge, 1876
- Selenops malabarensis Simon, 1880
- Selenops birmanicus Thorell, 1895
- Selenops diversus O. Pickard-Cambridge, 1898
- Selenops radiatus peryensis Lessert, 1936
- Selenops radiatus damaranus Lawrence, 1940
- Selenops strandi Caporiacco, 1941
- Selenops montanus Caporiacco, 1947 nec Lawrence, 1940
- Selenops roweri Caporiacco, 1949
- Selenops sumitrae Patel & Patel, 1973
- Selenops cordatus Zhu, Sha & Chen, 1990

Selenops radiatus est une espèce d'araignées aranéomorphes de la famille des Selenopidae.

## Distribution
Cette espèce se rencontre en Europe du Sud, en Afrique et en Asie.

## Description
Le mâle mesure 16,5 mm et la femelle 16,5 mm.

## Publication originale
- Latreille, 1819 : Articles sur les araignées. Nouveau Dictionnaire d'Histoire naturelle, Seconde édition, vol. 22, Deterville, Paris.